# Molihua
Molihua is een Chinees volksliedje dat is geschreven ten tijde van keizer Qianlong in de Qing-dynastie. Er bestaan twee versies van het lied. De bekendere komt uit de provincie Jiangsu en de andere uit Zhejiang. Ze verschillen van liedtekst, maar hebben dezelfde muziek. Bij de sluitingsceremonie van de Olympische zomerspelen van 2004 in Athene zongen de Beijing Universitystudenten dit lied.

## De tekst van het lied, intraditioneel Chinees
好一朵美麗的茉莉花
好一朵美麗的茉莉花
芬芳美麗滿枝椏
又香又白人人誇
讓我來將你摘下
送給別人家
茉莉花呀茉莉花

## De tekst van het lied, invereenvoudigd Chinees
好一朵美丽的茉莉花
好一朵美丽的茉莉花
芬芳美丽满枝桠
又香又白人人夸
让我来将你摘下
送给别人家
茉莉花呀茉莉花

## De tekst van het lied, inHanyu Pinyin
Hǎo yī duǒ měi lì de mò li huā
Hǎo yī duǒ měi lì de mò li huā
Fēn fāng měi lì mǎn zhī yā
Yòu xiāng yòu bái rén rén kuā
Ràng wǒ lái jiāng nǐ zhāi xià
Sòng gěi biě rén jiā
Mò li huā yā mò li huā

## Vertaling
O! Mooie jasmijnbloem
O! Mooie jasmijnbloem
Zoetgeurende, mooie en vol knoppen
Geurig en wit, iedereen houdt ervan
Laat me je plukken
Om je aan iemand te geven
O jasmijnbloem, o jasmijnbloem